# 강구중학교
강구중학교(江口中學校)는 대한민국 경상북도 영덕군 강구면 삼사리에 있는 공립 중학교이다.

## 학교 연혁
- 1953년 5월 11일 : 강구중학교 개교
- 1954년 3월 3일 : 제1회 졸업식 거행(졸업생 45명)
- 1963년 3월 1일 : 중학교 축구부 창단
- 1965년 12월 14일 : 강구중학교 남정분교 설립인가(본교 6, 분교 3)
- 1967년 3월 4일 : 강구상업고등학교 개교(중고 통합)
- 1970년 3월 1일 : 남정중학교 분리
- 2003년 3월 1일 : 강구중·정보고등학교 통합
- 2022년 9월 1일 : 제32대 고철규 교장 취임
- 2024년 2월 7일 : 제71회 졸업(졸업생 31명, 누계 12,949명)
- 2024년 3월 4일 : 2024학년도 입학(남 23명, 여 10명 총 33명)

## 참고 자료
- 강구중학교 - 한국교육학술정보원 학교알리미